# Türkiye Kupası 1989/90
Die Türkiye Kupası 1989/90 war die 28. Auflage des türkischen Fußball-Pokalwettbewerbes. Der Wettbewerb begann am 6. September 1989 mit der 1. Runde und endete am 2. Mai 1990 mit dem Finale. Im Endspiel trafen Trabzonspor und Beşiktaş Istanbul aufeinander. Ankaragücü nahm zum siebten Mal am Finale teil und Beşiktaş zum sechsten Mal.
Diese Finalpaarung kam zum vierten Mal zustande. Beşiktaş gewann den Pokal zum dritten Mal. Sie besiegten Trabzonspor mit 2:0.

## Teilnehmende Mannschaften
Für den türkischen Pokal waren folgende 46 Mannschaften teilnahmeberechtigt
| 1. Liga die 19 Vereine der Saison 1988/1989 | 2. Liga die 27 Vereine der Saison 1988/1989 |
| Adana Demirspor Adanaspor Altay İzmir Beşiktaş Istanbul Boluspor Bursaspor Eskişehirspor Fenerbahçe Istanbul Galatasaray Istanbul Kahramanmaraşspor Karşıyaka SK Konyaspor Malatyaspor MKE Ankaragücü Rizespor Sakaryaspor Samsunspor Sarıyer GK Trabzonspor | Akçaabat Sebatspor Alanyaspor Altınordu Izmir Antalyaspor Bakırköyspor Çarşambaspor Denizlispor Edirnespor Erzincanspor Erzurumspor Gaziantepspor Gençlerbirliği Ankara Giresunspor Göztepe Izmir İnegölspor Iskenderunspor Karabükspor Kartalspor Kocaelispor Kuşadasıspor Mersin İdman Yurdu Orduspor Petrol Ofisi SK PTT Siirt Köy Hizmetleri YSE Yeni Salihlispor Zeytinburnuspor |

## 1. Hauptrunde
Teilnehmer der 1. Runde:
- 27 Mannschaften: die Zweitligisten aus der Saison 1988/89 auf den Plätzen 1 bis 9 (Gruppe A und B) und die Plätze 2 bis 10 (Gruppe B)
- 5 Mannschaften: die Erstligisten aus der Saison 1988/89 auf den Plätzen 15 bis 19

Die 1. Hauptrunde wurde am 6. und 7. September 1989 ausgetragen.
|                       | Ergebnis              |                    |
| --------------------- | --------------------- | ------------------ |
| Göztepe Izmir         | 0:1                   | Alanyaspor         |
| Altay Izmir           | 3:2                   | Antalyaspor        |
| Denizlispor           | 7:0                   | Yeni Salihlispor   |
| Edirnespor            | 2:3 n. V.             | Kartalspor         |
| Erzincanspor          | 3:3 n. V. (1:2 i. E.) | Rizespor           |
| Erzurumspor           | 4:2 n. V.             | Çarşambaspor       |
| Eskişehirspor         | 3:1                   | Kocaelispor        |
| Gençlerbirliği Ankara | 5:2                   | Kahramanmaraşspor  |
| Giresunspor           | 3:0                   | Akçaabat Sebatspor |
| İnegölspor            | 2:0                   | Zeytinburnuspor    |
| İskenderunspor        | 1:0                   | Petrol Ofisi SK    |
| Karabükspor           | 0:1                   | Bakırköyspor       |
| Samsunspor            | 2:1 n.V               | Orduspor           |
| Siirt Köy Hizmetleri  | 2:2 n. V. (4:5 i. E.) | Gaziantepspor      |
| PTT                   | 1:0                   | Mersin İdman Yurdu |
| Altınordu Izmir       | 1:3                   | Kuşadasıspor       |

## 2. Hauptrunde
Die 2. Hauptrunde wurde am 11. Oktober 1989 ausgetragen.
|                | Ergebnis              |                       |
| -------------- | --------------------- | --------------------- |
| Rizespor       | 4:3                   | Erzurumspor           |
| Alanyaspor     | 0:1                   | Denizlispor           |
| Eskişehirspor  | 2:0 n. V.             | Kartalspor            |
| Gaziantepspor  | 3:1                   | PTT                   |
| İnegölspor     | 3:1                   | Bakırköyspor          |
| Iskenderunspor | 1:2                   | Gençlerbirliği Ankara |
| Kuşadasıspor   | 0:0 n. V. (3:0 i. E.) | Altay Izmir           |
| Samsunspor     | 4:3                   | Giresunspor           |

## 3. Hauptrunde
Die 3. Hauptrunde wurde am 22. November 1989 ausgetragen.
|               | Ergebnis |                       |
| ------------- | -------- | --------------------- |
| Rizespor      | 1:0      | Samsunspor            |
| Gaziantepspor | 1:2      | Gençlerbirliği Ankara |
| Denizlispor   | 1:0      | Kuşadasıspor          |
| İnegölspor    | 2:1      | Eskişehirspor         |

## 4. Hauptrunde
Die 4. Hauptrunde wurde am 6. Dezember 1989 ausgetragen.
|                       | Ergebnis              |             |
| --------------------- | --------------------- | ----------- |
| Gençlerbirliği Ankara | 3:1                   | Denizlispor |
| İnegölspor            | 1:1 n. V. (5:6 i. E.) | Rizespor    |

## Achtelfinale
Das Achtelfinale wurde am 7. und 8. Februar 1990 ausgetragen. Zu den zwei Siegern aus der 4. Hauptrunde nahmen hier die Erstligisten von Platz 1. bis 14 der Saison 1989/90 teil.
|                     | Ergebnis              |                       |
| ------------------- | --------------------- | --------------------- |
| Malatyaspor         | 3:1                   | Adanaspor             |
| Adana Demirspor     | 1:4                   | Bursaspor             |
| MKE Ankaragücü      | 2:2 n. V. (4:3 i. E.) | Gençlerbirliği Ankara |
| Beşiktaş Istanbul   | 5:2                   | Rizespor              |
| Boluspor            | 5:2                   | Konyaspor             |
| Fenerbahçe Istanbul | 1:0                   | Karşıyaka SK          |
| Sakaryaspor         | 1:3                   | Trabzonspor           |
| Sarıyer GK          | 3:2 n. V.             | Galatasaray Istanbul  |

## Viertelfinale
Das Viertelfinale fand am 7. März 1990 statt.
|                     | Ergebnis              |                   |
| ------------------- | --------------------- | ----------------- |
| Boluspor            | 0:5                   | Beşiktaş Istanbul |
| Bursaspor           | 5:2                   | Malatyaspor       |
| Fenerbahçe Istanbul | 3:2                   | MKE Ankaragücü    |
| Sarıyer GK          | 1:1 n. V. (3:4 i. E.) | Trabzonspor       |

## Halbfinale
Das Halbfinale wurde am 21. März 1990 ausgetragen.
|                   | Ergebnis              |                     |
| ----------------- | --------------------- | ------------------- |
| Beşiktaş Istanbul | 3:0                   | Fenerbahçe Istanbul |
| Bursaspor         | 2:2 n. V. (6:7 i. E.) | Trabzonspor         |

## Finale
| Paarung           | Beşiktaş Istanbul – Trabzonspor |
| Ergebnis          | 2:0 (0:0) |
| Datum             | 2. Mai 1990 um 18:15 Uhr |
| Stadion           | Atatürk-Stadion, Izmir |
| Schiedsrichter    | Hasan Ceylan (Izmir) |
| Tore              | 1:0 Feyyaz Uçar (68.) 2:0 Mehmet Özdilek (74.) |
| Beşiktaş Istanbul | Engin İpekoğlu – Gökhan Keskin, Kadir Akbulut, Ulvi Güveneroğlu, Recep Çetin – Zeki Önatlı, Alan Walsh, Rıza Çalımbay, Metin Tekin – Mehmet Özdilek, Feyyaz Uçar Cheftrainer: Gordon Milne ( England)                                                    |
| Trabzonspor       | Jean-Marie Pfaff – Kemal Serdar, Ogün Temizkanoğlu, Lemi Çelik, Erhan Çağlayan – Hamdi Aslan (76. Hasan Şengün), Miodrag Jesic, İsmail Gökçek, Orhan Çıkırıkçı – Hami Mandıralı, İskender Günen (76. Murat Şimşek) Cheftrainer: Urbain Braems ( Belgien) |
| Gelbe Karten      | keine – Miodrag Jesic, Kemal Serdar |

## Beste Torschützen
| Rang | Spieler         | Verein                | Tore |
| ---- | --------------- | --------------------- | ---- |
| 1    | Feyyaz Uçar     | Beşiktaş Istanbul     | 4    |
| 1    | Erhan Kiremitçi | Bursaspor             | 4    |
| 1    | Mehmet Özdilek  | Beşiktaş Istanbul     | 4    |
| 1    | Nejat Biyediç   | Bursaspor             | 4    |
| 5    | İsmail Demirci  | Çaykur Rizespor       | 3    |
| 5    | Fevzi Gündoğdu  | Gençlerbirliği Ankara | 3    |
| 5    | Uğur Terzi      | Samsunspor            | 3    |
| 8    | Gökhan Baladin  | Boluspor              | 2    |
| 8    | Alaattin Çiçek  | Eskişehirspor         | 2    |
| 8    | Mustafa Yücedağ | Sarıyer GK            | 2    |